# Unió de Lluites Comunistes - Reconstruït
La Unió de Lluites Comunistes - Reconstruït (en francès: Union des Luttes Communistes - Reconstruite, ULC-R) va ser un partit comunista de Burkina Faso. La ULC-R es va formar el 1983 com una continuació de la Unió de Lluites Comunistes (ULC). Generalment la ULC-R va ser simplement anomenada 'ULC'. La ULC-R va promoure la 'Revolució Democràtica i Popular' (RDP).
La ULC-R va donar suport al govern revolucionari de Thomas Sankara. Entre el 3 d'agost del 1983-agost 1984 la ULC-R va ocupar tres ministeris. El suport al govern Sankara va provocar que la secció de la ULC-R a França s'escindís de l'organització mare.
Després del trencament entre Sankara i la LIPAD l'agost del 1984, la posició de la ULC-R va ser d'alguna forma enfortida. La ULC-R va ocupar quatre gabinets en el nou govern, Basile Guissou (Afers Estrangers), Adele Ouédrago (Pressupostos), Alain Coeffé (Transport i Comunicacions) i Joséphine Ouédraogo (Família i Solidaritat Nacional).
El 1987 Sankara va provar de marginar una facció dissident de la ULC-R. Aquest va ser un dels factors que van provocar el cop d'estat de Blaise Compaoré.
El 1989 la ULC-R va sortir del govern, seguint el seu refús a posar-se d'acord amb la formació de l'ODP/MT. La ULC-R entra en una existència clandestina. El govern prova de reunir els dissidents de la ULC-R en el seu nou partit. El març del 1990 va canviar de nom a Partit de la Socialdemocràcia.